# Ergersheim (Germania)
Ergersheim è un comune tedesco di 1 081 abitanti situato nel land della Baviera.